# شبکه ان‌پی‌ال

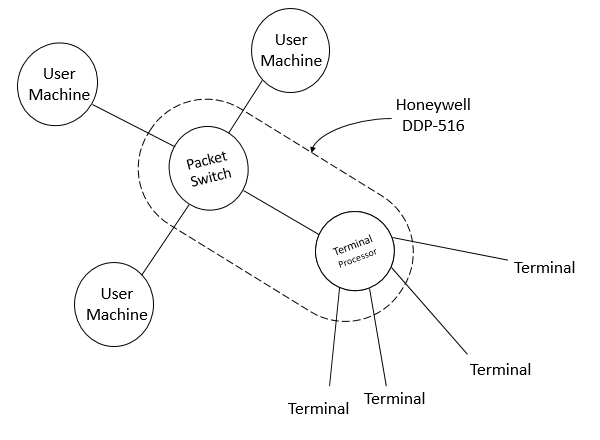
طرحواره شبکه NPL

شبکه NPL یا شبکه ارتباطات داده NPL، یک شبکه رایانه‌ای است که توسط تیمی از آزمایشگاه ملی فیزیک در لندن مدیریت می‌شد که مفهوم سوئیچینگ بسته را برای اولین بار معنا بخشید.
بر اساس طراحی‌هایی که دونالد دیویدز در سال ۱۹۶۵ به وجود آورد، کارهای توسعه و پیشرفت از سال ۱۹۶۶ آغاز شد. ساخت و ساز از سال 1968 شروع شد و اجزای اولین نسخه شبکه، یعنی مارک I، در اوایل 1969 به بهره‌برداری رسید و در ژانویه 1970 به طور کامل قابل یهره برداری شد. نسخه مارک II از سال 1973 تا 1986 کار می کرد. شبکه NPL اولین شبکه کامپیوتری بود که سوئیچینگ بسته را پیاده سازی کرد و NPL اولین شبکه بود که از لینک های پرسرعت استفاده کرد.طراحی اصلی آن، همراه با نوآوری های پیاده سازی شده در شبکه های آرپانت و سیکلادس، پایه های فنی و اساسی  اینترنت مدرن را پایه ریزی کرد.

## ریشه ها

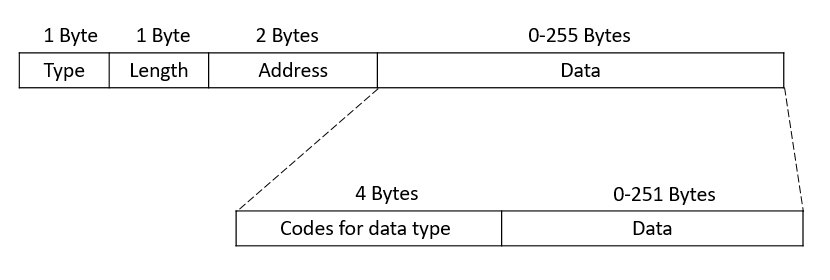
بسته شبکه NPL

در سال 1965، دونالد دیویس، کسی که بعدها به عنوان رئیس بخش علوم کامپیوتر NPL منصوب شد، یک شبکه داده ملی تجاری در بریتانیا را بر اساس سوئیچینگ بسته کار می‌کرد در پیشنهاد توسعه یک سرویس ارتباطات ملی برای پردازش داده ها به صورت آنلاین پیشنهاد کرد. سال بعد، او ایده های خود را در مورد پیشنهاد توسعه یک سرویس ارتباطات ملی برای پردازش داده ها به صورت آنلاین بهبود بخشید. این طرح اولین طرحی بود که مفهوم "کامپیوتر رابط" را وصف کرد که امروزه به عنوان روتر شناخته می شود.
نسخه نوشته شده پیشنهاد تحت عنوان شبکه ارتباطات دیجیتال برای کامپیوترهایی که پاسخ سریع در پایانه های راه دور می دهند توسط راجر اسکنتلبری در سمپوزیوم اصول سیستم های عامل در سال 1967 ارائه شد. این طراحی شامل انتقال سیگنال ها (بسته ها) در سراسر یک شبکه با ساختار سلسله مراتبی بود. پیشنهاد شد که «شبکه‌های محلی» با کامپیوتر های رابط ساخته شوند که مسئولیت هم‌تافتن میان تعدادی از سیستم‌های کاربر (کامپیوترهای اشتراک زمانی و کاربران دیگر) و برقراری ارتباط با "شبکه سطح بالا" را دارند. دومی با "گره(نود) های سوئیچینگ" متصل به مدارهای نرخ مگابیت (پیوندهای T1 ، که با نرخ خط 1.544 مگابیت بر ثانیه اجرا می شوند) ساخته می شود. در گزارش اسکنتلبری پس از کنفرانس، او خاطرنشان کرد: "به نظر می‌آید که ایده های موجود در مقاله NPL اکنون پیشرفته تر از هر ایده ای است که در ایالات متحده ارائه شده است".

### سوئیچینگ بسته
اولین پایه تئوری سوئیچینگ بسته، حاصل کار پل باران، در شرکت رند بود که در آن داده ها در قطعات کوچک منتقل می شدند و به طور مستقل با روشی شبیه به روشهای ذخیره و ارسال میان گره های شبکه میانی هدایت می‌شدند. دیویس به طور مستقل در سال 1965 به همین مدل رسید و نام آن را سوئیچینگ بسته گذاشت. او پس از همفکری کردن با یک زبانشناس NPL، اصطلاح "بسته" را انتخاب کرد زیرا می‌توانست به زبان‌هایی غیر از انگلیسی بدون سازش ترجمه شود. در جولای سال 1968، NPL نمایشی از شبکه های واقعی و شبیه سازی شده را در رویدادی که توسط باشگاه زمان واقعی در سالن رویال فستیوال لندن برگزار شد، به نمایش گذاشت. دیویس اولین ارائه عمومی سوئیچینگ بسته را در 5 اوت سال 1968 در اجلاس فدراسیون بین‌المللی پردازش اطلاعات در ادینبورگ ارائه داد.
ایده های پایه‌ای دیویس بر تحقیقات دیگر در سراسر دنیا تأثیر گذاشت. لارنس رابرت این مفاهیم را در طراحی آرپانت گنجانده است. شبکه NPL در اول سرعت خط 768 کیلوبیت بر ثانیه را پیشنهاد کرد. تحت تأثیر این عمل، سرعت خط برنامه ریزی شده برای آرپانت از 2.4 کیلوبیت بر ثانیه به 50 کیلوبیت بر ثانیه ارتقا یافت و و یک قالب بسته مشابه اتخاذ شده است. پروژه سیکلادس لویی پوزین در فرانسه نیز تحت تأثیر کارهای دیویس قرار گرفت. این شبکه ها پایه های فنی اینترنت مدرن را پایه ریزی کردند.

## پیاده سازی و تحقیقات گسترده‌تر

### توسعه شبکه
با آغاز ماه های آخر سال 1966،  دیویس، درک باربر، معاون خود را مأمور کرد تا تیمی را برای ایجاد یک شبکه محلی برای پاسخگویی به نیازهای NPL و اثبات امکان سوئیچینگ بسته ایجاد کند. که اعضای تیم متشکل از:
- ارتباطات داده و رهبر تیم: راجر اسکنتلبری
- نرم افزار: پیتر ویلکینسون (سرپرست)، جان لاوز، کارول والش، کیث ویلکینسون (بدون رابطه) و رکس هایمز.
- سخت افزار: کیت بارتلت (سرپرست)، لس پینک، پاتریک وودروف، برایان آلدوس، پیتر کارتر، پیتر نیل و چند نفر دیگر.

این تیم تا سال 1967 برای تولید مفاهیم طراحی برای یک شبکه گسترده و همچنین یک شبکه محلی برای نشان دادن این فناوری کار کرد.ساخت شبکه محلی در سال 1968 با استفاده گره هانی‌ول 316 آغاز شد.  تیم ان‌پی‌ال با هانی‌ول در اقتباس از کنترلر ورودی/خروجی دی‌دی‌پی 516 همکاری کرد، و سال بعد آپارنت همان رایانه را برای خدمت به عنوان پردازنده پیام رابط (IMP) انتخاب کرد.
عناصر اولین نسخه از شبکه، شبکه Mark I NPL، در اوایل سال 1969 عملیاتی شد (پیش از اینکه آپارنت اولین گره خود را راه اندازی کند). این شبکه در ژانویه 1970 به طور کامل عملیاتی شد.شبکه محلی ان‌پی‌ال و به دنبال آن شبکه گسترده آپارنت در ایالت متحده، اولین دو شبکه کامپیوتری بودند که سوئیچینگ بسته را پیاده سازی کردند.
این شبکه از لینک های پرسرعت استفاده می کرد که اولین شبکه کامپیوتری بود که این کار را انجام داد.
شبکه NPL بعداً با شبکه‌های دیگر، از جمله خدمات آزمایشی سوئیچینگ بسته اداره پست (EPSS) و شبکه انفورماتیک اروپایی (EIN) در سال 1976 به هم متصل شد.
در سال 1976، 12 کامپیوتر و 75 دستگاه پایانه متصل شد و تعداد بیشتری اضافه شد. این شبکه تا سال 1986 به کار خود ادامه داد.

### توسعه شیوه‌نامه
اولین استفاده از اصطلاح شیوه‌نامه در زمینه تبادل داده های مدرن در یادداشتی با عنوان شیوه‌نامه‌ای برای استفاده در شبکه ارتباطات داده ان‌پی‌ال که توسط راجر اسکنتلبری و کیت بارتلت در آوریل 1967 نوشته شده است، رخ می دهد.
نشریه دیگری توسط بارتلت در سال 1968 مفهوم پروتکل بیت متناوب را معرفی کرد (که بعداً توسط آرپانت و EIN استفاده شد) و نیاز به سه سطح انتقال داده را توصیف کرد، که تقریباً مطابق با سطوح پایین تر مدل اتصال متقابل سامانه‌های باز است که یک دهه بعد ظهور کرد.
نسخه Mark II که از سال 1973 کار می کرد، از چنین معماری پروتکل "لایه ای" استفاده می کرد.
تیم ان‌پی‌ال همچنین ایده تأیید پروتکل را معرفی کرد. تأیید پروتکل در نسخه ویژه نوامبر 1978 مجموعه مقالات مؤسسه مهندسان برق و الکترونیک ( IEEE ) در مورد سوئیچینگ بسته مورد بحث قرار گرفت.

### مطالعات شبیه‌سازی
تیم ان‌پی‌ال همچنین کار شبیه‌سازی را بر روی عملکرد شبکه‌های بسته پهناور، مطالعه دیتاگرام و  کنترل ازدحام انجام داد. این کار به منظور بررسی شبکه‌هایی با اندازه‌ای که قادر به ارائه تسهیلات ارتباطی داده‌ای برای اکثر بریتانیا هستند، انجام شد.
دیویس یک روش تطبیقی برای کنترل ازدحام پیشنهاد کرد که آن را ایزاریتمی نامید.(ایزاریتمی به معنای ثابت نگه داشتن تعداد بسته ها در یک شبکه است.)

### بیناشبکه‌سازی
شبکه ان‌پی‌ال در دهه 1970 یک بستر آزمایشی برای بیناشبکه‌سازی بود. دیویس، اسکنتلبری و باربر اعضای فعال کارگروه بین‌المللی شبکه‌سازی (INWG) بودند که در سال 1972 تشکیل شد. وینتون سرف و باب کان ، دیویس و اسکنتلبری را در مقاله خود در سال 1974 به نام پروتکلی برای ارتباطات شبکه بسته ای که دارپا به مجموعه پروتکل اینترنت مورد استفاده در اینترنت مدرن توسعه داد، تصدیق کردند.
باربر به عنوان مدیر پروژه COST 11 اروپا منصوب شد و نقش اصلی را در شبکه انفورماتیک اروپایی (EIN) ایفا کرد. اسکنتلبری مشارکت فنی بریتانیا را هدایت کرد و مستقیماً به دونالد دیویس گزارش داد. پروتکل EIN به راه‌اندازی پروتکل های INWG و اکس 25 کمک کرد. INWG '
پروتکل بین‌المللی سرتاسری (انتها به انتها) را در سال 1975/6 پیشنهاد داد، هر چند به طور گسترده مورد پذیرش واقع نشد. باربر در سال 1976 رئیس INWG شد. او پروتکل پستی را برای EIN پیشنهاد و اجرا کرد.
ان‌پی‌ال «معضل اساسی» مربوط به بیناشبکه‌سازی را بررسی کرد. یعنی در یک پروتکل عادی میزبان اگر شبکه‌های موجود برای استفاده از یک پروتکل طراحی نشده باشند، نیاز به بازسازی ساختار خواهد داشت. ان‌پی‌ال با ترجمه بین دو پروتکل میزبان مختلف به شبکه انفورماتیک اروپایی (EIN) متصل شد در حالی که اتصال ان‌پی‌ال به سرویس تعویض بسته آزمایشی اداره پست از یک پروتکل میزبان مشترک در هر دو شبکه استفاده می کرد. این کار نشان داد که ایجاد یک پروتکل میزبان مشترک قابل اعتمادتر و کارآمدتر خواهد بود.
دیویس و باربر شبکه های ارتباطی برای کامپیوترها را در سال 1973 و شبکه های کامپیوتری و پروتکل های آنها را در سال 1979 منتشر کردند. آنها در سمپوزیوم ارتباطات داده در سال 1975 در مورد "نبرد برای استانداردهای دسترسی" بین دیتاگرام و مدارهای مجازی صحبت کردند، با باربر گفت: "فقدان رابط های دسترسی استاندارد برای شبکه های ارتباطی نوظهور سوئیچ بسته های عمومی باعث ایجاد "نوعی هیولا" برای کاربران شده". برای مدت طولانی، جامعه مهندسی شبکه بر سر اجرای مجموعه‌های پروتکل رقیب، که معمولاً به عنوان جنگ پروتکل‌ها شناخته می‌شود، دو قطبی شده بود. مشخص نبود کدام نوع پروتکل به بهترین و قوی ترین شبکه های کامپیوتری منجر می شود.

### ایمیل
درک باربر پروتکل پست الکترونیکی را در سال 1979 در INWG 192 پیشنهاد کرد و آن را در EIN پیاده سازی کرد.جان پاستل در کار اولیه خود در مورد ایمیل اینترنتی، که در سری Internet Experiment Note منتشر شده بود، به این موضوع اشاره کرد.

### امنیت شبکه
تحقیقات بعدی دیویس در ان‌پی‌ال بر امنیت داده ها برای شبکه های کامپیوتری متمرکز شد.

## میراث
مفاهیم سوئیچینگ بسته، مسیریاب‌های پرسرعت، پروتکل‌های ارتباطی لایه‌ای، شبکه‌های کامپیوتری سلسله مراتبی، و اصل انتها به انتها که در ان‌پی‌ال مورد تحقیق و توسعه قرار گرفت، برای ارتباطات داده در شبکه‌های کامپیوتری مدرن از جمله اینترنت اساسی شد.
فراتر از ان‌پی‌ال، و طرح‌های پل باران در RAND، دارپا مهمترین نیروی سازمانی بود که آپارنت را ایجاد کرد، اولین شبکه سوئیچ بسته‌ای گسترده، که بسیاری از طرح‌های شبکه دیگر در آن زمان با آن مقایسه یا تکرار شدند.